# Saucats
Saucats è un comune francese di 2 114 abitanti situato nel dipartimento della Gironda, nella regione della Nuova Aquitania.

## Società

### Evoluzione demografica
Abitanti censiti